# Siehe, ich will viel Fischer aussenden, BWV 88

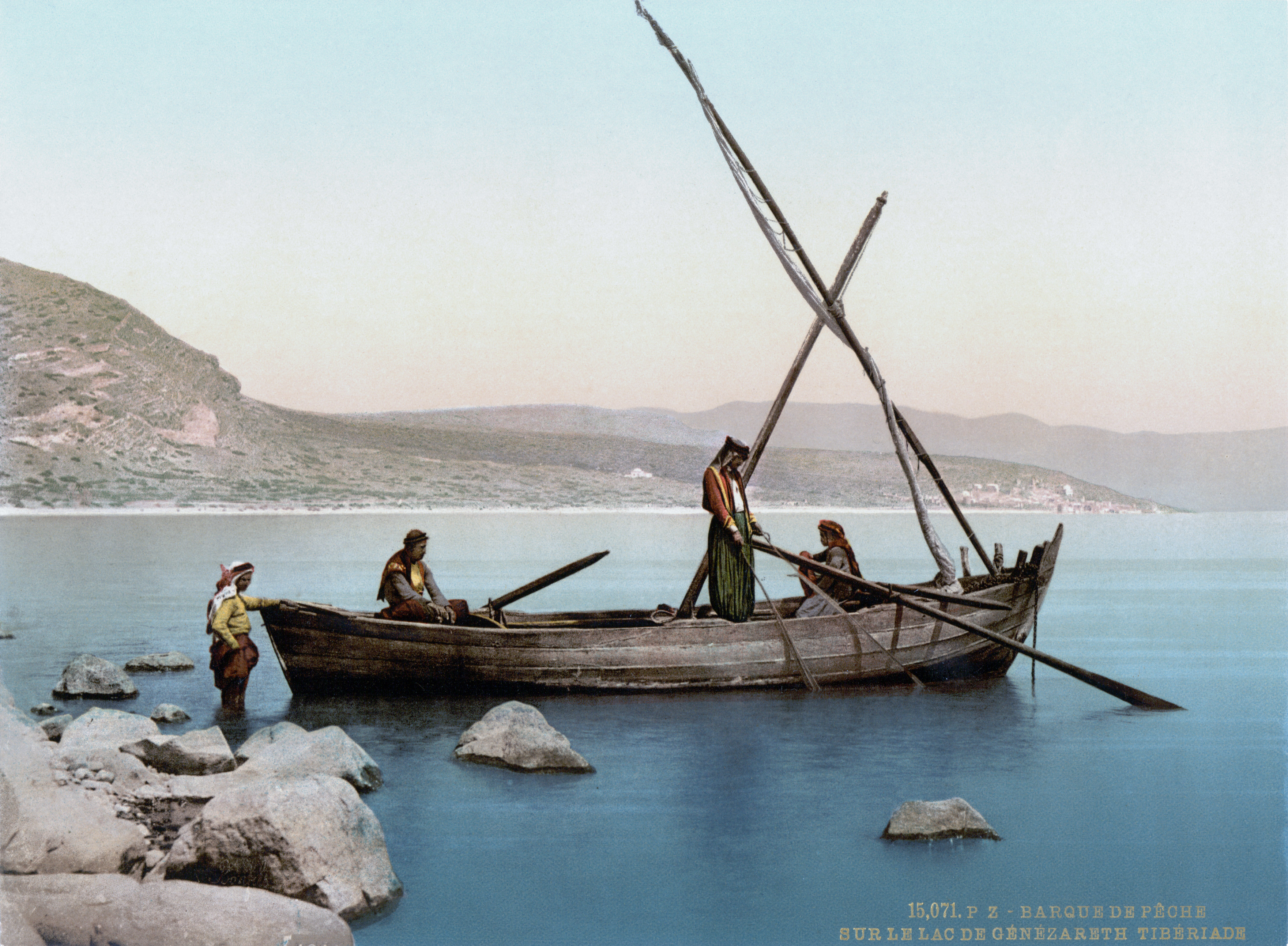
Pescadores en el lago de Genesaret, dónde Jesús llamó a sus discípulos (1890-1900).

Siehe, ich will viel Fischer aussenden, BWV 88 (He aquí que enviaré muchos pescadores) es una cantata de iglesia escrita por Johann Sebastian Bach en Leipzig para el quinto domingo después de la Trinidad y estrenada el 21 de julio de 1726.
Bach compuso esta obra después de completar varios ciclos de cantatas escritas en Leipzig para los eventos festivos del año litúrgico. El texto de la cantata se asemeja a obras a las que su primo Johann Ludwig Bach había puesto música. Tomando como punto de partida la lectura del evangelio establecida para ese día sobre la pesca milagrosa de Pedro, un libretista desconocido basó su poesía en citas del Antiguo Testamento en el movimiento de apertura y en el Nuevo Testamento para el movimiento central, y como cierre la última estrofa del himno "Wer nur den lieben Gott läßt walten" de Georg Neumark. 
La orquestación es para un íntimo conjunto de cuatro solistas vocales, un coro solamente para el coral, dos trompas, dos oboes d'amore, taille, cuerda y continuo. La cantata se estructura en siete movimientos organizados en dos partes pensadas para ser interpretadas respectivamente antes y después del sermón. El movimiento central está construido como una escena bíblica en la que el Evangelista presenta a Jesús enviando a Pedro, el pescador, a pescar hombres.

## Historia
Bach compuso esta obra durante su estancia como Thomaskantor en Leipzig para el quinto domingo después de la Trinidad. La cantata fue interpretada por primera vez el 21 de julio de 1726.

## Análisis

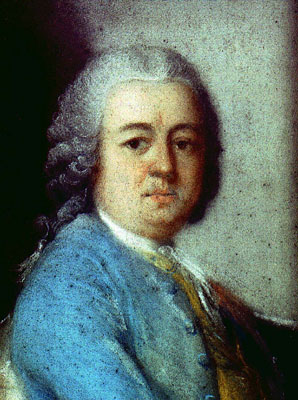
Johann Ludwig Bach.

### Texto
Las lecturas establecidas para ese día eran de la primera epístola de Pedro "santificad a Dios en vuestros corazones" (1 Pedro 3:8-15), y del evangelio según San Lucas, la pesca milagrosa de Pedro (Lucas 5:1-11).
El texto de esta y otras seis cantatas es similar en estructura y contenido a los textos de cantatas arregladas por Johann Ludwig Bach, su primo segundo. El tema deriva del evangelio. Un versículo relacionado de Jeremías (Jeremías 16:16) da comienzo a la obra. La profecía que originalmente hacía referencia al regreso del cautiverio de Babilonia. El movimiento central, que abre la segunda parte, es una cita del versículo 10 del evangelio. La cantata concluye con la estrofa final del himno "Wer nur den lieben Gott läßt walten" escrito por Georg Neumark en 1641.
Este mismo coral había servido como base para otra cantata escrita por Bach para el evento en 1724, Wer nur den lieben Gott läßt walten, BWV 93, que formó parte de su segundo ciclo anual.

### Instrumentación
La obra está escrita para cuatro voces solistas (soprano, alto, tenor y bajo), un coro  a cuatro voces; dos trompas (Co), dos oboes d'amore (Oa), taille (Ot), dos violines (Vl), viola (Va) y bajo continuo (Bc). La portada de la partitura autógrafa dice: "Domin. 5 post Trinit. / Siehe, ich will viel Fischer aussenden, / a / 4 Voci / 2 Corni / 3 Hautb. d'Amour / 2 Viol. / Viola / e / Cont. / di / J.S.Bach".

### Estructura
Consta de siete movimientos, que se organizan en dos partes pensadas para ser interpretadas antes y después del sermón respectivamente. La duración de la interpretación es aproximadamente de 22 minutos. En la siguiente tabla de movimientos, la partitura, dividida en voces, viento y cuerda, sigue el Neue Bach-Ausgabe. El grupo del continuo no aparece en la lista, ya que toca a lo largo de toda la obra. Las tonalidades y los compases están tomados de Alfred Dürr.
Parte 1
| N.º | Tipo       | Texto (fuente)                                                                                    | Voces | Viento            | Cuerda | Tonalidad            | Compás    |
| --- | ---------- | ------------------------------------------------------------------------------------------------- | ----- | ----------------- | ------ | -------------------- | --------- |
| 1   | Basso solo | Siehe, ich will viel Fischer aussenden Und darnach will ich viel Jäger aussenden (Jeremías 16:16) | B     | 2Oa Ot 2Co 2Oa Ot | 2Vl Va | re mayor - sol mayor | 6/8 - 2/2 |
| 2   | Recitativo | Wie leichtlich könnte doch der Höchste uns entbehren (anón.)                                      | T     |                   |        | si menor - mi menor  | 4/4       |
| 3   | Aria       | Nein, Gott ist allezeit geflissen (anón.)                                                         | T     | 2Oa               | 2Vl Va | mi menor             | 3/8       |

Parte 2
| N.º | Tipo       | Texto (fuente)                                        | Voces | Viento | Cuerda | Tonalidad             | Compás    |
| --- | ---------- | ----------------------------------------------------- | ----- | ------ | ------ | --------------------- | --------- |
| 4   | Arioso     | Jesus sprach zu Simon: Fürchte dich nicht (anón.)     | T B   |        | 2Vl Va | sol mayor - re mayor  | 4/4 - 3/4 |
| 5   | Aria dúo   | Beruft Gott selbst, so muss der Segen (anón.)         | S A   | 2Oa    | 2Vl Va | la mayor              | 2/2       |
| 6   | Recitativo | Was kann dich denn in deinem Wandel schrecken (anón.) | S     |        |        | fa # menor - si menor | 4/4       |
| 7   | Coral      | Sing, bet und geh auf Gottes Wegen (Neumark)          | SATB  | 2Ob Ot | 2Vl Va | si menor              | 4/4       |

1. Siehe, ich will viel Fischer aussenden
El movimiento inicial, Siehe, ich will viel Fischer aussenden (He aquí que enviaré muchos pescadores), es asignado al solista bajo posiblemente porque en Jeremías Dios habla en primera persona. La música sigue al texto en dos secciones, como en un motete. Probablemente, por tanto, Bach evitó el título aria y escribió en su lugar basso solo. Algunas cantatas con textos de Christiana Mariana von Ziegler del segundo ciclo anual empiezan de manera parecida con una cita bíblica. Por ejemplo, Jesús diciendo "Soy un buen pastor" en Ich bin ein guter Hirt, BWV 85, "Es bueno para vosotros que me vaya" en Es ist euch gut, daß ich hingehe, BWV 108 y "Hasta ahora no han pedido nada en mi nombre" en Bisher habt ihr nichts gebeten in meinem Namen, BWV 87.
Las dos secciones reflejan dos conceptos mencionados en el texto, Fischer (pescadores) y Jäger (cazadores). La primera sección pinta un paisaje marino mediante una ondulante figuración en la cuerda con los oboes en compás de 6/8 sobre una nota pedal. Bach "representa el movimiento de las olas y el agua", que es denominado barcarolle por John Eliot Gardiner, el director del Bach Cantata Pilgrimage en 2000. La voz presenta el texto en diversas ocasiones en declamación variada. De repente, la escena se transforma en una escena de caza, las trompas se unen a la orquesta, en compás de 4/4 y con el tempo marcado como allegro quasi presto. La voz se establece en una expresiva declamación, diciendo "Y después enviaré a muchos cazadores...".
2. Wie leichtlich könnte doch der Höchste uns entbehren
El recitativo Wie leichtlich könnte doch der Höchste uns entbehren (Cuán fácilmente podría el Altísimo prescindir de nosotros) finaliza sobre una pregunta "¿nos abandona él a la astucia y engaño del enemigo?".
3. Nein, Gott ist allezeit geflissen
La respuesta aparece en el aria Nein, Gott ist allezeit geflissen (No, Dios siempre está dispuesto). Comienza inmediatamente, sin el habitual ritornello, con un apasionado: Nein, nein" (No, no). La sección central empieza con un contrastante pero también apasionado Ja, ja (Sí, sí). Al final la cuerda se uno al oboe d'amore obbligato y tocan un ritornello, reminiscencia de un minueto. Conforme a Alfred Dürr, la clara y llana estructura puede simbolizar el rechte Bahn (camino recto o camino verdadero) mencionado en el texto.
4. Jesus sprach zu Simon
El cuarto movimiento es una escena del evangelio y constituye el centro de la composición. El tenor como el Evangelista anuncia {lang|de|Jesus sprach zu Simon}} (Jesús dijo a Simón). El discurso directo de Jesús, llamando a Pedro como su discípulo, es cantado por el bajo como vox Christi o voz de Cristo: Fürchte dich nicht; den von nun an wirst du Menschen fahen (No temas, pues de ahora en adelante pescarás hombres). El cuidadoso escalonamiento se establece en un continuo quasi ostinato.
5. Beruft Gott selbst, so muss der Segen
A continuación un dúo de soprano y alto, Beruft Gott selbst, so muss der Segen (Si Dios mismo es el que llama, su bendición) refleja la bendición de Dios.
6. Was kann dich denn in deinem Wandel schrecken
Un recitativo para soprano, Was kann dich denn in deinem Wandel schrecken (Qué puede asustarte en tu trayectoria) expresa la consecuencia.
7. Sing, bet und get auf Gottes Wegen
El coral de cierre confirma Sing, bet und get auf Gottes Wegen (Canta, ora y anda por las sendas de Dios). Es un arreglo a cuatro voces.

## Discografía selecta
De esta pieza se han realizado una serie de grabaciones entre las que destacan las siguientes.
- 1970 – Die Bach Kantate Vol. 42. Helmuth Rilling, Figuralchor of the Gedächtniskirche Stuttgart, Bach-Collegium Stuttgart, Ingeborg Reichelt, Verena Gohl, Adalbert Kraus, Wolfgang Schöne (Hänssler)
- 1979 – J. S. Bach: Das Kantatenwerk Vol. 79. Gustav Leonhardt, Knabenchor Hannover, Collegium Vocale Gent, Leonhardt-Consort, solista del Knabenchor Hannover, Paul Esswood, Kurt Equiluz, Max van Egmond (Teldec)
- 2000 – Bach Cantatas Vol. 3. John Eliot Gardiner, Monteverdi Choir, English Baroque Soloists, Joanne Lunn, William Towers, Kobie van Rensburg, Peter Harvey (Soli Deo Gloria)
- 2000 – Bach Edition Vol. 2: Cantatas Vol. 6. Pieter Jan Leusink, Holland Boys Choir, Netherlands Bach Collegium, Ruth Holton, Sytse Buwalda, Marcel Beekman, Bas Ramselaar (Brilliant Classics)
- 2002 – J.S. Bach: Complete Cantatas Vol. 19. Ton Koopman, Amsterdam Baroque Orchestra & Choir, Johannette Zomer, Bogna Bartosz, Christoph Prégardien, Klaus Mertens (Antoine Marchand)
- 2008 – J.S. Bach: Cantatas Vol. 44. Masaaki Suzuki, Bach Collegium Japan, Rachel Nicholls, Robin Blaze, Gerd Türk, Peter Kooy (BIS)